# Paul Litschi
Paul Litschi (2 de janeiro de 1904, data de morte desconhecida) foi um ciclista suíço. Litschi competiu na prova de estrada individual nos Jogos Olímpicos de Verão de 1928 em Amsterdã, mas não conseguiu terminar.